# Nitocrella asiatica
Nitocrella asiatica är en kräftdjursart som först beskrevs av Günther Sterba 1967.  Nitocrella asiatica ingår i släktet Nitocrella och familjen Ameiridae. Inga underarter finns listade i Catalogue of Life.